# Gary Stewart
Gary Ronnie Stewart (Jenkins, 28 maggio 1944 – Fort Pierce, 16 dicembre 2003) è stato un cantante statunitense.
Esponente di outlaw country e southern rock noto soprattutto nella seconda metà degli anni '70 negli Stati Uniti, è morto suicida all'età di 59 anni.

## Discografia parziale
- 1973 - You're Not the Woman You Used to Be
- 1975 - Out of Hand
- 1976 - Steppin' Out
- 1977 - Your Place or Mine
- 1978 - Little Junior
- 1979 - Gary
- 1980 - Cactus and a Rose
- 1982 - Brotherly Love (con Dean Dillon)
- 1983 - Those Were the Days (con Dean Dillon)
- 1984 - 20 of the Best
- 1988 - Brand New
- 1990 - Battleground
- 1993 - I'm a Texan
- 2003 - Live at Billy Bob's